# Laurien Hoos
Laurien Hoos (ur. 18 sierpnia 1983) – holenderska lekkoatletka, która specjalizowała się w wielobojach lekkoatletycznych.
W 2002 nie ukończyła rywalizacji podczas mistrzostw świata juniorów. Dwukrotnie brała udział w mistrzostwach Europy młodzieżowców – w 2003 w Bydgoszczy była siódma, a dwa lata później zdobyła w Erfurcie złoty medal. Na dziesiątej lokacie uplasowała się podczas halowych mistrzostw Europy (2005). Na mistrzostwach świata w 2005 oraz igrzyskach olimpijskich w 2008 nie ukończyła siedmioboju. Stawała na podium mistrzostw Holandii w różnych konkurencjach oraz reprezentowała kraj w meczach międzypaństwowych i pucharze Europy w wielobojach lekkoatletycznych. W 2011 ogłosiła zakończenie kariery. 
Rekordy życiowe: pięciobój (hala) – 4282 pkt. (4 marca 2005, Madryt); siedmiobój (stadion) – 6291 pkt. (15 lipca 2005, Erfurt).